# エリザベス・ヴァイニング
エリザベス・ジャネット・グレイ・ヴァイニング（Elizabeth Janet Gray Vining、1902年10月6日 - 1999年11月27日）は、アメリカ合衆国の司書・作家。日本では、ヴァイニング夫人の名で知られている。
第二次世界大戦後しばらくの時期、少年時代の第125代天皇・明仁（上皇）の家庭教師を務めたことで広く知られる。

## 生涯
米国ペンシルベニア州フィラデルフィアに生まれる。
ジャーマンタウンフレンズ学校と後のブリンマーカレッジ（1923年のクラス）の卒業生となる。1925年にドレクセル大学で図書館学の学位を取得し、1926年には、ノースカロライナ大学チャペルヒル校で司書となった。
1929年にモーガン・フィッシャー・ヴァイニング（同じ大学のアソシエイト・ディレクター）と結婚するが、結婚前の名前で著作活動を続けた。1933年にニューヨークで自動車事故に巻き込まれ、夫は死亡し、自身も重傷を負った。療養中の1934年、クエーカー教の正式会員となる。
終戦後の1945年には著作活動を停止し、アメリカ・フレンズ奉仕団広報部に勤務。1946年10月15日、GHQによって皇太子明仁親王の家庭教師に選ばれ来日し、少年時代の皇太子と義宮正仁親王（現：常陸宮正仁親王）をはじめ、その姉弟らに英語教育などを施すなどした。また、学習院大学や津田塾大学においても講義などを行なった。明仁親王にアメリカ人の家庭教師をつけたいと望んだのは、父で第124代天皇・裕仁（現：昭和天皇）だった。裕仁は、平和理念としてのキリスト教に関心を示し、1946年3月に日本を訪れたアメリカの教育使節団の団長、ジョージ・ストッダート博士に会った際に、裕仁自ら明仁親王のための家庭教師を斡旋してくれるように依頼した。その条件は、「狂信的ではない女性のキリスト教徒であり、日本ずれしていない人」というものだった。
高橋たね（松村たね子）が秘書となり、年俸は3000米ドル、淀橋区下落合の住宅と自動車、召使があてがわられる待遇で、契約期間は1年だった。以降、ヴァイニングは学習院中等科で毎週3時間の英語の授業を、また毎週1時間、東宮仮御所で明仁親王に英語の個人教授を行うが、皇室や学習院で人望を集めたことから、任期が延長され、その期間は4年に及んだ。
1950年11月2日に勲三等宝冠章を受章。また、この年、翌1951年の歌会始（御題「朝空」）に向け詠進を行った。
同年12月3日、姉のヴァイオレットとともにデンマーク客船に乗り、横浜港から離日した。離日に先立ち12月1日には、船内に明仁親王、後任の家庭教師エスター・ビドル・ローズを招待し、お別れパーティーを開催。多数の報道陣が詰めかけたため、30分程度の歓談となった。
帰国後は、皇室と自らの関わりを執筆した書籍を出版するなどした。児童文学の分野では、『旅の子アダム』（"Adam of the Road"）で「1943年度ニューベリー賞」を受賞。
1957年9月、国際ペン大会出席のために再来日。天皇・皇后から晩餐に招かれた。
1969年6月19日、クェーカー行動委員会のベトナム戦争反戦デモに参加し、ワシントンの米議会議事堂前で逮捕されている。
1999年11月27日、フィラデルフィアの高齢者施設で死去。97歳没。
ヴァイニングは帰国後も、明仁親王との交流を大切にした。1953年4月22日、英エリザベス女王戴冠式参列のため欧州歴訪に向かう明仁親王と、ニューヨークのホテル「ザ・ピエール」にて再会。同年9月13日、欧州歴訪を終え帰途の親王をフィラデルフィア国際空港にて出迎えた。1957年9月に再来日し、東宮仮御所や白金迎賓館にて再会。1959年4月、明仁親王結婚の儀に唯一の外国人招待客として参列。1960年9月25日、米ホワイトハウスにて、公式訪米の明仁親王と美智子妃を歓迎するアイゼンハワー大統領主催の晩餐会に出席。1971年4月、12年ぶりに来日し、東宮御所の皇太子一家を表敬。浩宮、礼宮、紀宮と初対面。1978年6月、パラグアイ・ブラジルの公式訪問を終え帰途の明仁親王と美智子妃が、フィラデルフィアに立ち寄り再会。1987年10月8日、公式訪米の明仁親王・美智子妃と、日本国ニューヨーク総領事公邸で再会。これが最後の対面となった。1994年6月17日、公式訪米中の天皇・皇后がニューヨークのホテルからフィラデルフィアのヴァイニングに電話をした。

## エピソード
- アーサー・ウェイリー訳の『源氏物語』を13度読んだと、川端康成の『新春随想』（1960年）に記されている。
- 学校の授業では生徒たちに英語名を与えており、皇太子明仁親王を「ジミー」[8]、順宮厚子内親王を「パトリシア」[9]と名付けた。

## 著作
- Meredith's Ann - An Out-of-Doors Story for Girls (1927)『伸びゆく少女』田中清子訳 トッパン 1950
- Tangle Garden (1928)
- Tilly-Tod (1929)
- Meggy MacIntosh (1932)『メギー新しい国へ-メギー・マッキントッシュ』ニューベリー賞オナーブック
  - 清水二郎訳 岩波少年文庫 1952
- Jane Hope (1933)
- Young Walter Scott(1935)
- Beppy Marlowe of Charles Town (1936)
- Penn(1938)『ウィリアム・ペン-民主主義の先駆者』ニューベリー賞オナーブック
  - 高橋たね訳 岩波新書 1950
- Contributions of the Quakers (1939)
- The Fair Adventure(1940)
- Anthology with Comments (1942)
- Adam of the Road(1942)『旅の子アダム（英語版）』ニューベリー賞メダル 
  - 星野あい訳 トッパン 1948
  - 立松和平訳 恒文社21 2004
- Sandy (1945)『サンディ』坂部清子訳 朝日新聞社 1947
- Windows for the Crown Prince (1952)
  - 『皇太子の窓』小泉一郎訳 文藝春秋新社 1953／文藝春秋 1989／文春学藝ライブラリー 2015
  - 『日本での四ケ年 皇太子と私』（抄訳）高橋たね訳 文藝春秋新社 1951
- The World in Tune (1954)
- The Virginia Exiles (1955)
- Friend of Life -A Biography of Rufus M. Jones (1958)
  - 『友愛の絆に生きて ルーファス・ジョーンズの生涯』山田由香里訳 教文館 2011
- The Cheerful Heart(1959)
  - 『トミ』HEART 訳 トレヴィル 1989
- Return to Japan(1960)
- I Will Adventure(1962)
- Take Heed of Loving Me(1963)
- Flora: A Biography(1966)
- I, Roberta(1967)
- William Penn: mystic, as reflected in his writings(1969)
- Quiet Pilgrimage(1970) 
  - 『天皇とわたし』(抄訳) 秦剛平・秦和子訳 山本書店 1989
- The Taken Girl(1972)
- The May Massee Collection; Creative Publishing for Children(1972)
- Mr. Whittier(1974)
- Being Seventy -The Measure of a Year (1978)
- Harnessing Pegasus: Inspiration and Meditation(1978)
- A Quest There Is(1982)

## 評伝
- 保阪正康『天皇のイングリッシュ』廣済堂新書、2015年